# Convento de San Ildefonso (Zaragoza)

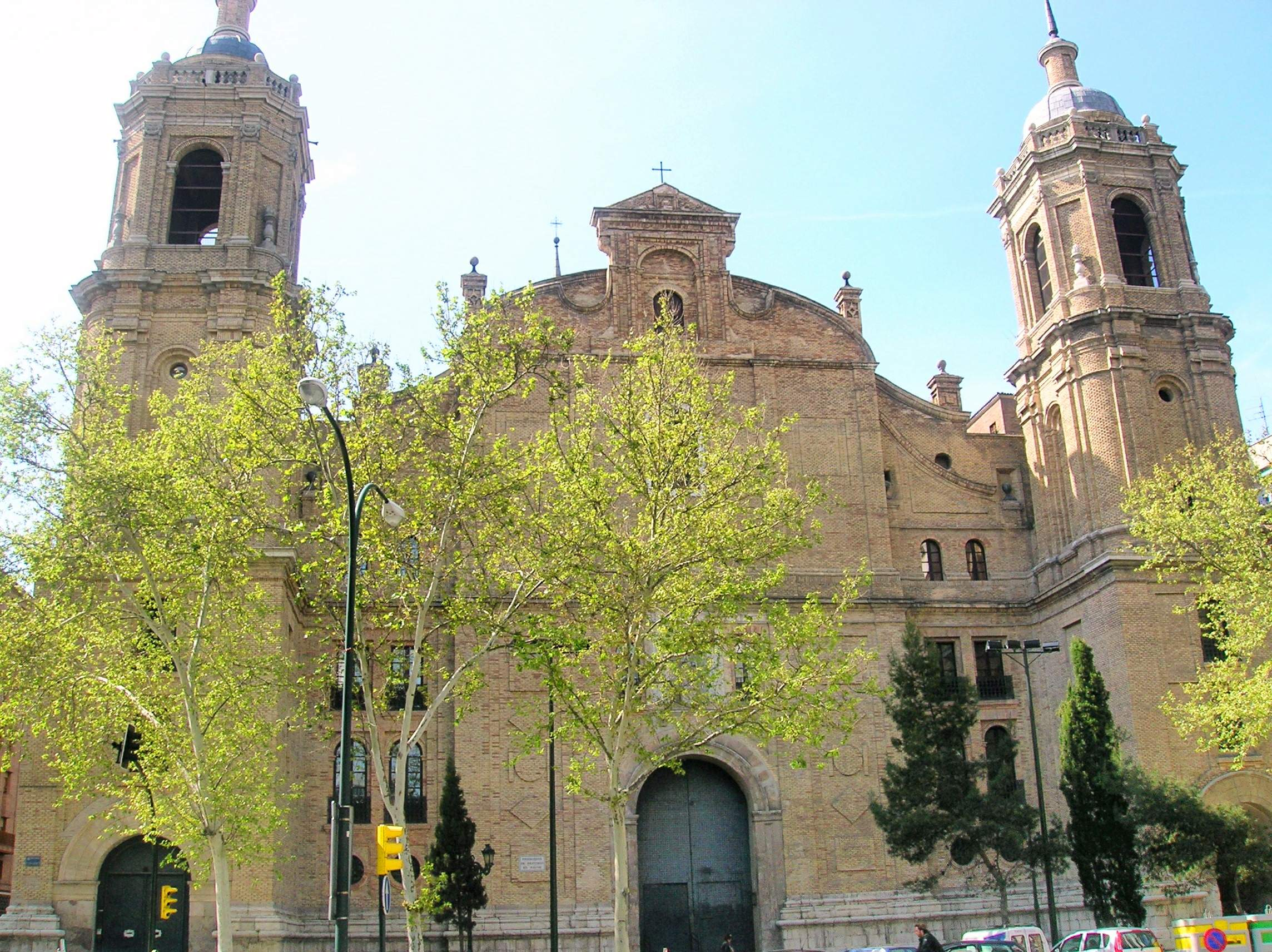
Iglesia del antiguo convento de San Ildefonso

El convento de San Ildefonso fue un convento situado en la plaza de este nombre de Zaragoza del que en la actualidad solo se conserva la iglesia.

## Historia
Debe su fundación a Alfonso de Villalpando el 20 de setiembre de 1604, quien se halla sepultado en el presbiterio, según se deja ver por la lápida que en el mismo aparece. Es un edificio grandioso y su iglesia de una nave espaciosísima: su bóveda y cornisa están labradas con delicado gusto, siendo de notar los diversos signos geométricos que resaltan en dicha bóveda. Tiene un magnífico retablo mayor dedicado a San Ildefonso de Toledo cuya imagen se halla en actitud de orar postrado ante la Reina de los Ángeles. Su gran cúpula de extraordinaria elevación, puede asegurarse que es de las mayores que se conocen en España. 
Padeció mucho en la guerra de los franceses, siendo una de las pérdidas más considerables la de la famosa biblioteca, que constaba de unos 20.000 volúmenes entre libros y manuscritos. Toda esta riqueza desapareció en aquella aciaga época y parte de su local sirvió desde entonces para hospital militar. El marqués de la Compostela fundó dicha biblioteca y la puso al cuidado de los padres dominicos que habitaron después de la guerra de la Independencia un edificio contiguo al convento con objeto de restaurarlo y lo iban verificando a medida que los fondos lo permitían, hasta que suprimida la comunidad en 1835, con la desamortización de Mendizábal, se trasladó finalmente dicha biblioteca a la Universidad literaria.
Por real orden de 10 de octubre de 1848 se concedió al Capitán general de Aragón Fernando Norzagaray establecer en dicha iglesia la parroquia castrense. En dicha época se comenzó a reparar lo más urgente para que no se arruinase un edificio tan grandioso. 
En la actualidad, la iglesia de Santiago el Mayor es lo único que se ha conservado del convento.